# Yaowen Wu
Yaowen Wu, född 7 juli 1980 i Kina och uppväxt i Jiangxi-provinsen, är en kinesisk professor i biokemi vid Umeå universitet.

## Biografi
Wu avlade kandidatexamen i kemi vid Sun Yat-sens nationella universitet 2001 och masterexamen i organisk kemi vid Tsinghuauniversitetet i Peking 2004. Han disputerade vid Dortmunds tekniska universitet och Max Planck-institutet för molekylär fysiologi 2008, varefter han arbetade som postdoktorand vid King's College London i ett par år innan han 2010 återvände till Max Planck-institutet som forskargruppsledare efter att ha förärats Otto Hahnmedaljen. År 2017 flyttade han till Umeå universitet där han sedan 2018 är professor i biokemi. Hans forskning har fokuserat på hur kroppens celler tar hand om olika restprodukter genom autofagi.
Tillsammans med sin fru har han två barn.

## Utmärkelser
- 2009 - Mottagare av Otto Hahnmedaljen, vilket innebar möjlighet att starta en forskargrupp vid valfritt Max Planck-institut.[8]
- 2016 - Mottagare av ERC-anslag värda upp till 1,5 miljoner euro[9]
- 2016 - Wallenberg Academy Fellow.[6]
- 2019 - Göran Gustafssonpriset i molekylär biologi för "sina innovativa molekylära studier av intracellulär transport och autofagi."[10]